# Fixpunktiteration
Eine Fixpunktiteration (oder auch ein Fixpunktverfahren) ist in der Mathematik ein numerisches Verfahren zur näherungsweisen Bestimmung von Lösungen einer Gleichung oder eines Gleichungssystems. Die Gleichung muss dazu zuerst in eine Fixpunktgleichung, also in eine Gleichung der Form
{\displaystyle \varphi (x)=x}
mit einer Funktion {\displaystyle \varphi } umgeformt werden. Anschließend wird eine Startnäherung {\displaystyle x_{0}} gewählt und {\displaystyle x_{1}=\varphi (x_{0})} berechnet. Das Ergebnis wird wieder in die Funktion {\displaystyle \varphi } eingesetzt, {\displaystyle x_{2}=\varphi (x_{1})} und so weiter. Unter geeigneten Zusatzvoraussetzungen nähert sich die so erhaltene Folge {\displaystyle x_{0},x_{1},x_{2},\dotsc } einer Lösung von {\displaystyle \varphi (x)=x} und somit einer Lösung des ursprünglichen Problems immer weiter an.

## Allgemeines Verfahren
Gegeben seien eine Funktion {\displaystyle \varphi \colon M\to M}, die eine Menge {\displaystyle M} in sich selbst abbildet, sowie ein Startelement {\displaystyle x_{0}\in M}. Die durch das zugehörige Fixpunktverfahren erzeugte Folge {\displaystyle (x_{k})_{k\in \mathbb {N} _{0}}} in {\displaystyle M} ist dann iterativ definiert durch
{\displaystyle x_{k+1}=\varphi (x_{k})}   für {\displaystyle k\in \mathbb {N} _{0}}.
Wenn auf der Menge {\displaystyle M} ein Konvergenzbegriff vorhanden ist, kann man sich fragen, ob diese Folge gegen einen Fixpunkt von {\displaystyle \varphi }, das heißt gegen ein {\displaystyle x^{*}} mit {\displaystyle \varphi (x^{*})=x^{*}} konvergiert. Der banachsche Fixpunktsatz gibt relativ allgemeine Bedingungen an, unter denen das der Fall ist: Ist {\displaystyle M} ein vollständiger metrischer Raum, also beispielsweise eine abgeschlossene Teilmenge des {\displaystyle \mathbb {R} ^{n}} oder ein Banachraum, und {\displaystyle \varphi } eine Kontraktion, dann existiert in der Menge {\displaystyle M} genau ein Fixpunkt {\displaystyle x^{*}} von {\displaystyle \varphi } und die durch das Fixpunktverfahren erzeugte Folge konvergiert für beliebige {\displaystyle x_{0}\in M} gegen {\displaystyle x^{*}}.

## Beispiele

Grafische Darstellung der eindimensionalen Fixpunktiteration

Gesucht ist die positive Lösung der Gleichung
{\displaystyle 2-x^{2}=e^{x}}.
Durch Logarithmieren erhält man die Fixpunktgleichung
{\displaystyle \ln(2-x^{2})=x}.
Die durch {\displaystyle \varphi (x)=\ln(2-x^{2})} gegebene Iterationsfunktion bildet beispielsweise das Intervall {\displaystyle M=[0{,}2;0{,}7]} in sich selbst ab und ist auf {\displaystyle M} eine Kontraktion (siehe nebenstehende Abbildung).
Ausgehend vom Startwert {\displaystyle x_{0}=0{,}2} ergibt sich für die nächsten Iterationsschritte {\displaystyle x_{1}=\varphi (x_{0})\approx 0{,}6729}, {\displaystyle x_{2}=\varphi (x_{1})\approx 0{,}4364}, {\displaystyle x_{3}=\varphi (x_{2})\approx 0{,}5931} usw. Bei der  Näherung nach 20 Schritten {\displaystyle x_{20}\approx 0{,}5373} stimmen bereits die ersten vier Nachkommastellen mit der exakten Lösung überein.
Auch das Heron-Verfahren stellt eine Fixpunktiteration dar. Für {\textstyle a>0} hat die Funktion {\textstyle \varphi (x)={\frac {1}{2}}\cdot \left(x+{\frac {a}{x}}\right)} den (positiven) Fixpunkt {\textstyle x={\sqrt {a}}}, so dass {\textstyle \varphi (x)}  zur numerischen Bestimmung von {\textstyle {\sqrt {a}}} verwendet werden kann.

## Ein Satz zur Existenz und Eindeutigkeit
Sei {\displaystyle f\colon [a,b]\to [a,b]\subset \mathbb {R} } eine stetig
differenzierbare Funktion mit {\displaystyle f(a)>a,f(b)<b} und
{\displaystyle f'(x)\neq 1} für alle {\displaystyle x} aus {\displaystyle (a,b)}.
Dann existiert genau ein Fixpunkt  {\displaystyle x^{*}} aus
{\displaystyle (a,b)} mit {\displaystyle f(x^{*})=x^{*}}.

### Beweis
Man setze {\displaystyle F(x):=f(x)-x}. Dann ist {\displaystyle F(a)>0,F(b)<0}. Aus dem Zwischenwertsatz folgt, dass es mindestens
eine Nullstelle {\displaystyle x^{*}\in [a,b]} gibt mit
{\displaystyle F(x^{*})=0}. Gäbe es eine zweite Nullstelle, etwa
{\displaystyle x^{**}}, dann müsste es wegen {\displaystyle F(x^{*})=F(x^{**})}
nach dem Satz von Rolle einen Punkt {\displaystyle {\check {x}}} aus dem
Intervall {\displaystyle (x^{*},x^{**})} geben mit {\displaystyle F'({\check {x}})=0}, was {\displaystyle f'({\check {x}})=1} impliziert im Widerspruch zur
Annahme. Also ist der Fixpunkt {\displaystyle x^{*}} eindeutig.

### Beispiel
Für die Funktion {\displaystyle f(x)={\frac {x^{3}-1}{x^{3}-2}}} gilt auf {\displaystyle [-1,+1]}:
- {\displaystyle f(-1)>0>-1}.
- {\displaystyle f(+1)=0<1}.
- {\displaystyle f'(x)={\frac {-3x^{2}}{(x^{3}-2)^{2}}}\neq 1} für alle {\displaystyle x\in (-1,+1)}.

Daraus folgt mit dem Satz oben, dass {\displaystyle f} in 
{\displaystyle (-1,+1)} genau einen Fixpunkt besitzt 
({\displaystyle x^{*}\approx 0{,}4722129517}).

## Lineare Fixpunktverfahren

### Konstruktionsidee
Ein wichtiger Spezialfall der Fixpunktiteration sind die Splitting-Verfahren. Um ein lineares Gleichungssystem
{\displaystyle Ax=b}
mit einer nichtsingulären n×n-Matrix {\displaystyle A} und einem Vektor {\displaystyle b} in eine Fixpunktgleichung umzuformen,
zerlegt man die Matrix {\displaystyle A} mit Hilfe einer nichtsingulären n×n-Matrix {\displaystyle B} in
{\displaystyle A=B+(A-B)}.
Damit folgt
{\displaystyle Ax=b}
{\displaystyle Bx+(A-B)x=b}
{\displaystyle \Rightarrow x=B^{-1}b-B^{-1}(A-B)x=(E-B^{-1}A)x+B^{-1}b},
wobei {\displaystyle E} die Einheitsmatrix bezeichnet.
Das lineare Gleichungssystem {\displaystyle Ax=b} ist dann äquivalent zu der Fixpunktaufgabe {\displaystyle x=\varphi (x)} mit
{\displaystyle \varphi (x)=(E-B^{-1}A)x+B^{-1}b}.
Man erhält für einen vorgegebenen Startvektor {\displaystyle x_{0}} folgendes Iterationsverfahren für {\displaystyle k=0,1,\ldots }
{\displaystyle x_{k+1}=(E-B^{-1}A)x_{k}+B^{-1}b},
und die zugehörige Iterationsmatrix lautet: {\displaystyle E-B^{-1}A}.

### Konvergenz
Aus dem banachschen Fixpunktsatz und weiteren Überlegungen folgt dann, dass diese Fixpunktverfahren genau dann für jeden Startvektor {\displaystyle x_{0}} konvergieren, falls der Spektralradius der Iterationsmatrix
{\displaystyle \rho (E-B^{-1}A)=\max _{i}|\lambda _{i}(E-B^{-1}A)|<1}.
{\displaystyle \rho (E-B^{-1}A)} sollte möglichst klein sein, da dadurch die Konvergenzgeschwindigkeit bestimmt wird.

### Spezielle Verfahren
Auf obiger Konstruktionsidee basieren folgende bekannte Verfahren zur Lösung von linearen Gleichungssystemen:
- Gauß-Seidel-Verfahren oder auch Einzelschrittverfahren (ESV)
- Jacobi-Verfahren oder auch Gesamtschrittverfahren (GSV)

### Bemerkungen
Iterationsverfahren der Form {\displaystyle x_{k+1}=Mx_{k}+v}, k = 0, 1, ... sind
- linear, d. h. xk+1 hängt linear nur von xk ab,
- stationär, d. h. M und v sind unabhängig von der Schrittnummer der Iteration,
- einstufig, d. h. nur der letzte und nicht noch weitere Näherungsvektoren werden verwendet.

## Nichtlineare Gleichungen
Das Newton-Verfahren kann als Fixpunktiteration betrachtet werden. Allgemein  wird die Konvergenz mit Hilfe des banachschen Fixpunktsatzes sichergestellt, die betrachtete Funktion muss also insbesondere im betrachteten Gebiet eine Kontraktion sein.